# Liste der Stolpersteine in Osnabrück
Stolpersteine in Osnabrück sind besondere Pflastersteine in den Bürgersteigen, die an die Opfer der nationalsozialistischen Diktatur in Osnabrück erinnern sollen.

## Geschichte
Im Dezember 2006 übernahm der Rat der Stadt Osnabrück die Idee des Kölner Künstlers Gunter Demnig, Stolpersteine zu verlegen, um an die Opfer der nationalsozialistischen Diktatur zu erinnern. Die mit einer Messingplatte versehenen Steine werden als Mahnmal verlegt. Fußgänger sollen symbolisch über die Steine, die ebenerdig in das Pflaster eingearbeitet und mit einer Inschrift versehen sind, stolpern. In die Messingplatten sind die Namen der jeweiligen Personen oder der Personenkreis oder die Familie eingraviert und sollen an die Opfer-Persönlichkeiten erinnern. Die Stolpersteine werden vor deren ehemaligen Wohnungen oder Arbeitsstätten in die Bürgersteige eingelassen.
Das Projekt wird in Osnabrück seit November 2007 umgesetzt. Bis März 2013 wurden 192 Stolpersteine verlegt. Sie sind über das gesamte Stadtgebiet verteilt. Am 8. Oktober 2008 wurde der Dokumentarfilm Stolpersteine beim Filmfestival in Osnabrück gezeigt.

## Stadtteillisten
- Innenstadt: Liste der Stolpersteine in Osnabrück-Innenstadt

## Verlegte Stolpersteine

### Familie van Pels

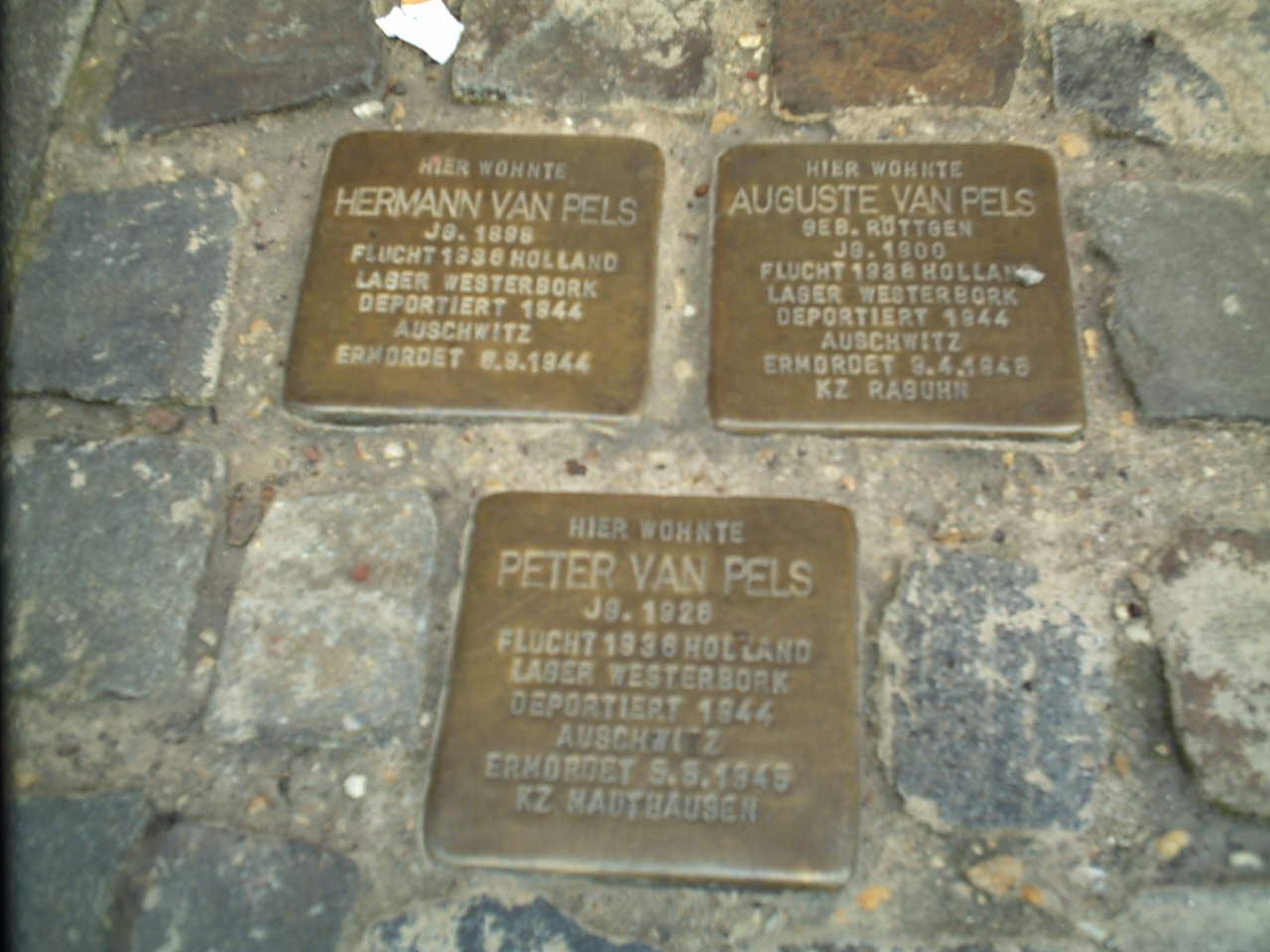

Vor dem Gebäude in der Martinistraße 67a in Osnabrück findet man Stolpersteine für die Familie van Pels. Dort hatten sie im ersten Stock gewohnt. Fam. van Pels versteckte sich mit der Familie von Anne Frank in Amsterdam.
| Hermann van Pels | † 08.09.1944 / KZ Auschwitz                         |
| Auguste van Pels | † 09.04.1945 / Raguhn, Außenlager des KZ Buchenwald |
| Peter van Pels   | † 05.05.1945 (andere Quellen 10.5.) / KZ Mauthausen |

Verlegung der Stolpersteine: Donnerstag, 15. November 2007 Koord.

### Familie Nussbaum

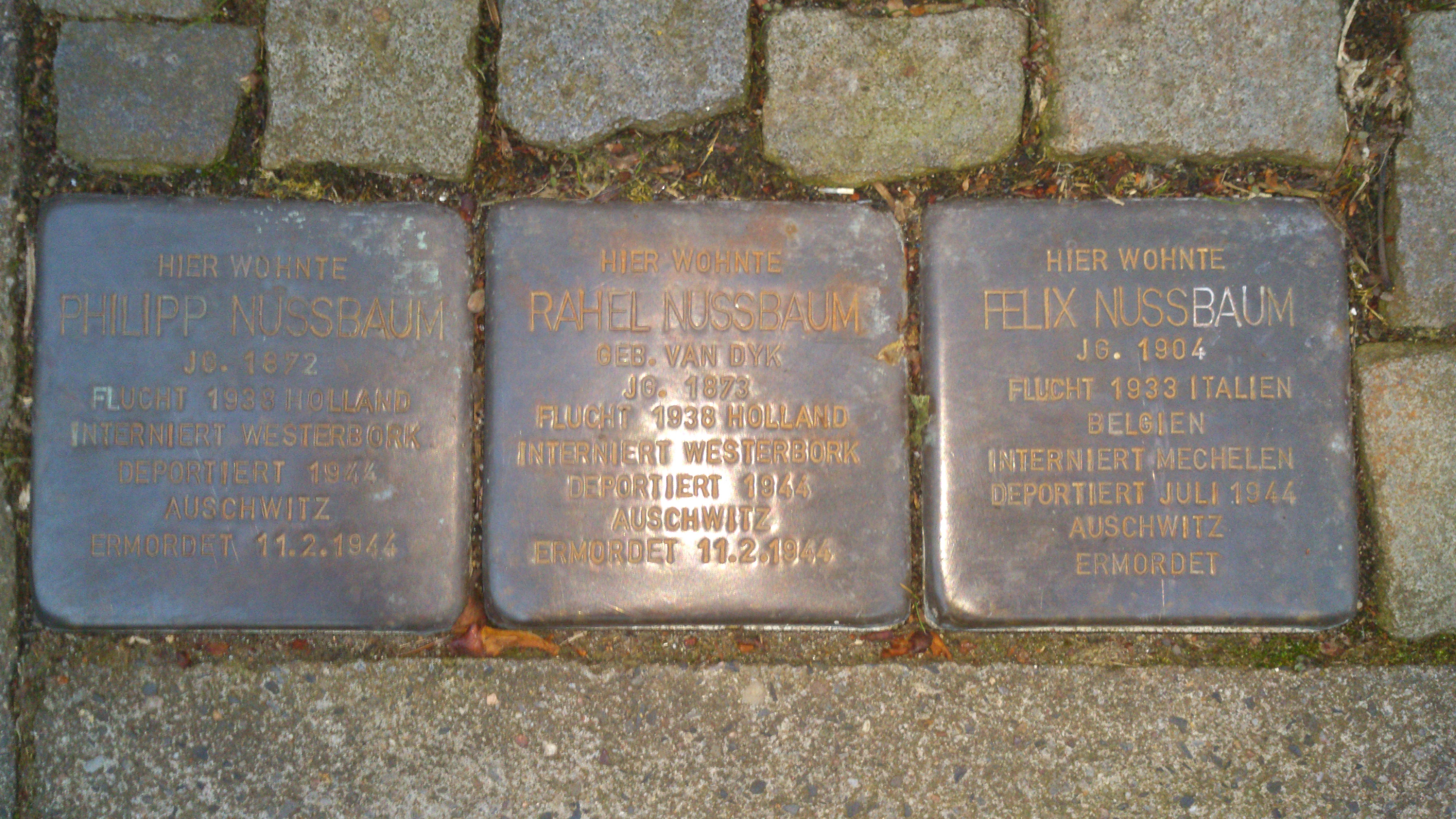

Drei Stolpersteine erinnern an Felix Nussbaum und seine Eltern in seiner Geburtsstadt Osnabrück vor der Nussbaum-Villa, Schloßstraße 11. In diesem Haus lebte die Familie Nussbaum. Ein weiterer Stolperstein für Felix Nussbaum befindet sich in Hamburg-Uhlenhorst.
| Philipp Nussbaum              | † 11.02.1944 / KZ Auschwitz          |
| Rahel Nussbaum, geb. van Dijk | † 11.02.1944 / KZ Auschwitz          |
| Felix Nussbaum                | † nach dem 22.09.1944 / KZ Auschwitz |

Verlegung der Stolpersteine: Samstag, 2. Oktober 2010

### Johannes Prassek

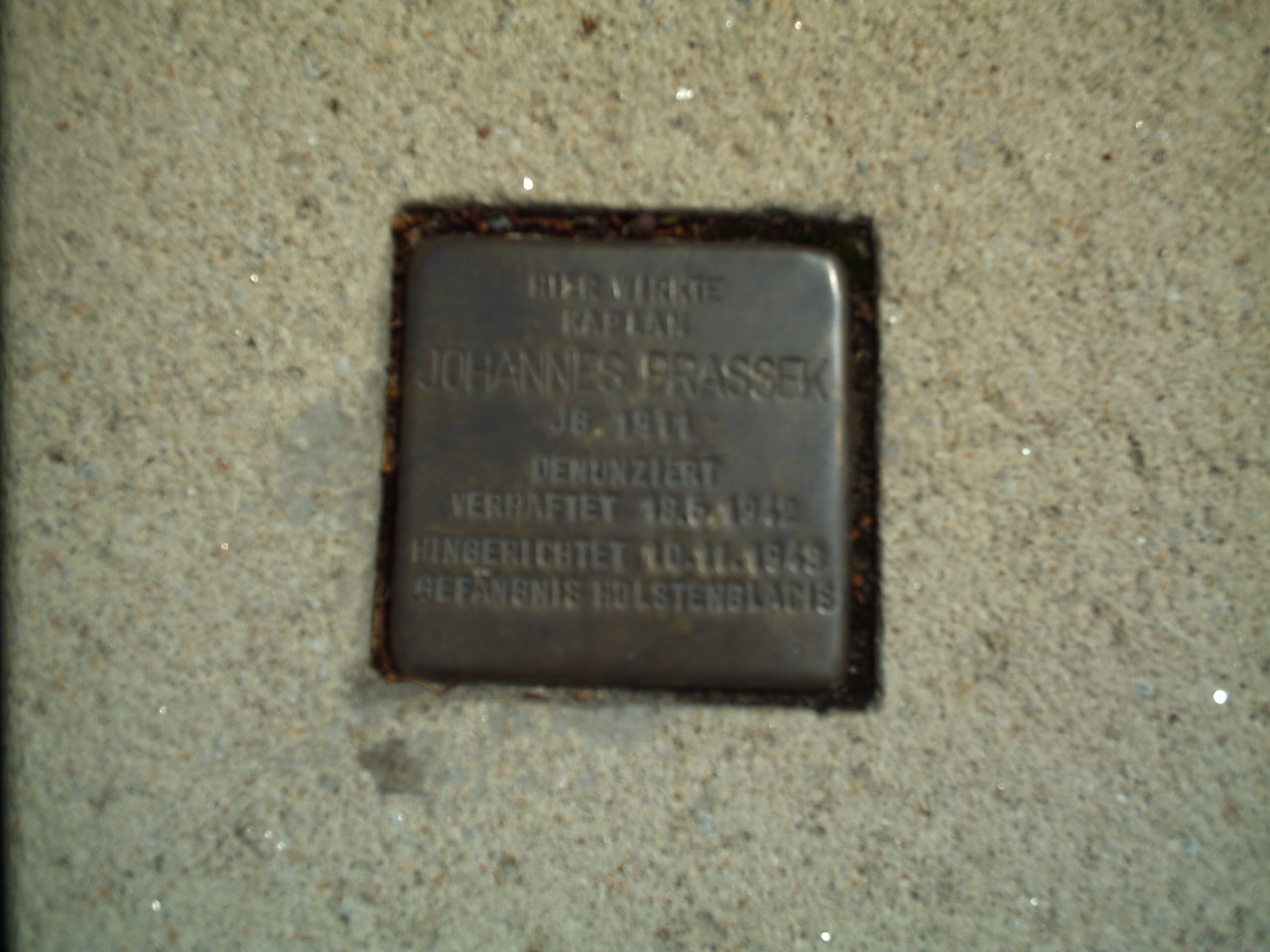

Am 15. November 2007 wurde vor der Christus-König-Kirche in der Bramstraße 105 in Osnabrück-Haste ein Stolperstein für Johannes Prassek verlegt. Johannes Prassek war katholischer Priester und gehört zu den sogenannten Lübecker Märtyrern. Er hatte in der Christus König-Kirche 1937 seine erste heilige Messe als Priester gefeiert. Außerdem ist das dortige Jugend- und Gemeindehaus nach ihm benannt. Weitere Stolpersteine befinden sich in Hamburg-Neustadt und Hamburg-Volksdorf.
| Johannes Prassek | † 10.11.1943 / hingerichtet im Gefängnis Holstenglacis, Hamburg |

Verlegung des Stolpersteins: Donnerstag, 15. November 2007 
Koord.

### Gewerkschafter und Sozialdemokraten

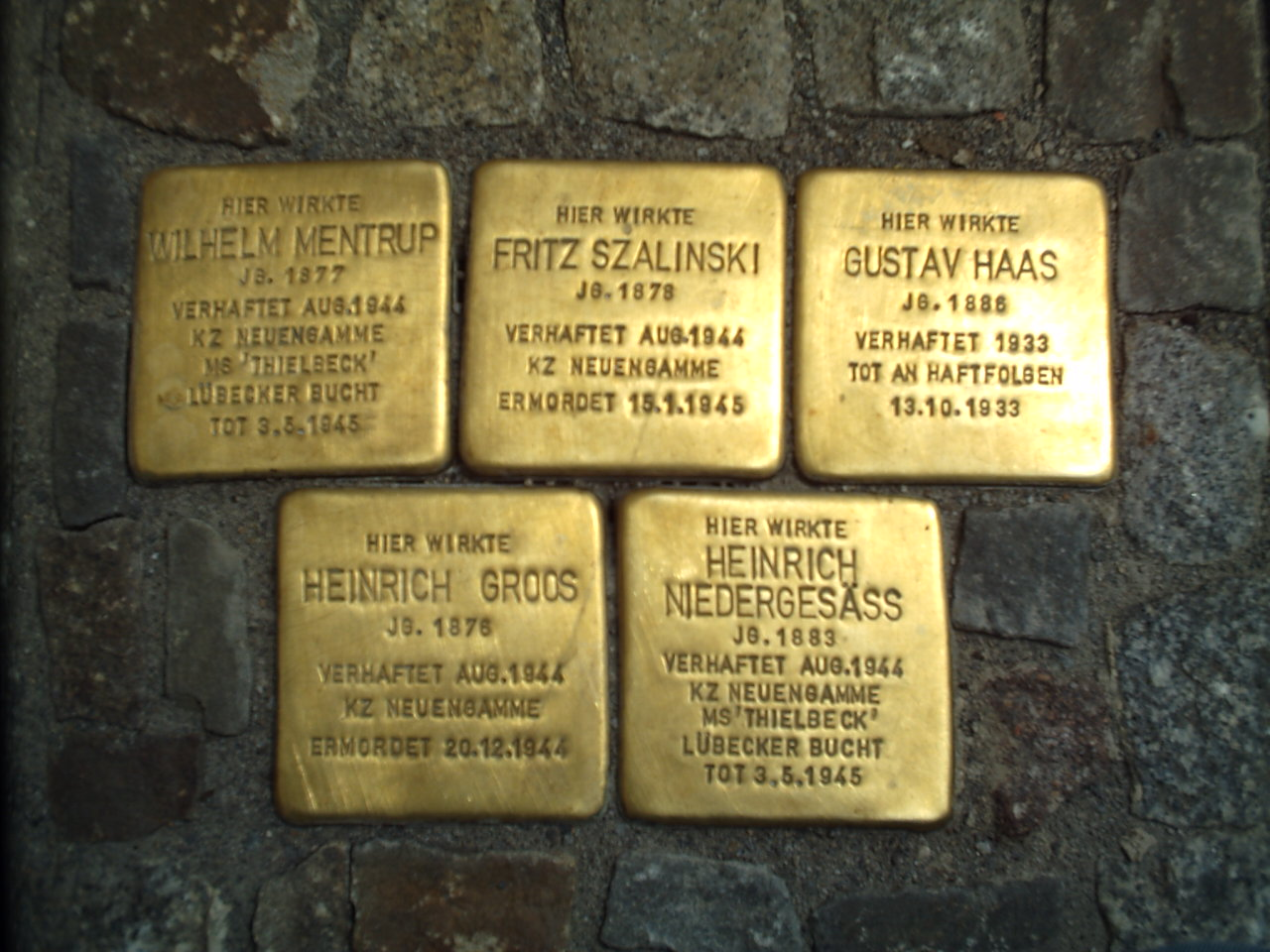

Stolpersteine als Erinnerung für Gewerkschafter und Sozialdemokraten im Kollegienwall 14/14a. Hier befand sich das im Zweiten Weltkrieg zerstörte Gewerkschaftshaus. Bis zur Besetzung durch die Nationalsozialisten am 11. März 1933 befanden sich hier zahlreiche sozialdemokratische und gewerkschaftliche Einrichtungen.
| Fritz Szalinski      | Gewerkschaftssekretär und SPD-Vorsitzender † 15.01.1945 / an den unmenschlichen Bedingungen der Haft im KZ Neuengamme                                                                                              |
| Wilhelm Mentrup      | führendes SPD-Mitglied und Geschäftsführer der AOK Osnabrück † 03.05.1945 / auf dem Häftlingsschiff „Thielbek“ |
| Heinrich Groos       | führendes SPD-Mitglied und Direktor des Arbeitsamtes † 20.12.1944 / an den unmenschlichen Bedingungen der Haft im KZ Neuengamme                                                                                    |
| Heinrich Niedergesäß | SPD-Parteigeschäftsführer † 03.05.1945 / auf dem Häftlingsschiff „Thielbeck“ |
| Gustav Haas          | Gewerkschaftssekretär und Provinziallandtagsabgeordneter † 13.10.1933 / mehrfache Inhaftierungen im Jahr 1933 ließen seinen Gesundheitszustand derart verschlechtern, dass er schon zu Beginn der NS-Zeit verstarb |

Die Verlegung der Stolpersteine erfolgte am 26. Juni 2008. Koord.

### Johann Staperfeld

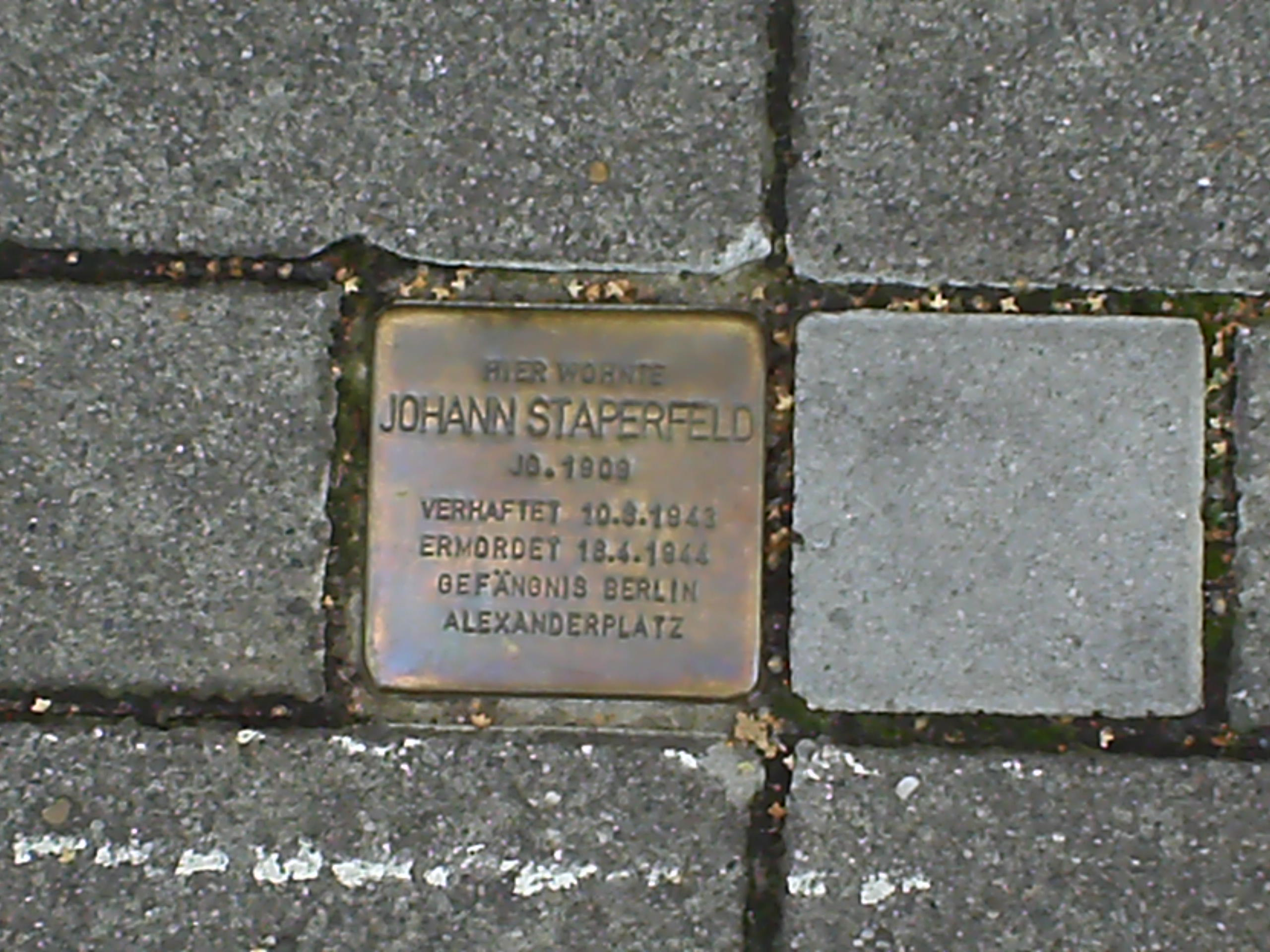

Vor dem Haus Süsterstraße 25 (ehemals: Hausnummer 23) wurde ein Stolperstein für Johann Staperfeld verlegt. Er wurde wegen der Beschimpfung Adolf Hitlers mehrfach verhaftet und in das KZ Sachsenhausen verbracht.
| Johann Staperfeld | † 18.04.1944 / gestorben an den grausamen und unmenschlichen Behandlungen im Gefängnis Berlin-Alexanderplatz |

Verlegung des Stolpersteins: 30. März 2008 
Koord.

### Charlotte und Helga Seligmann

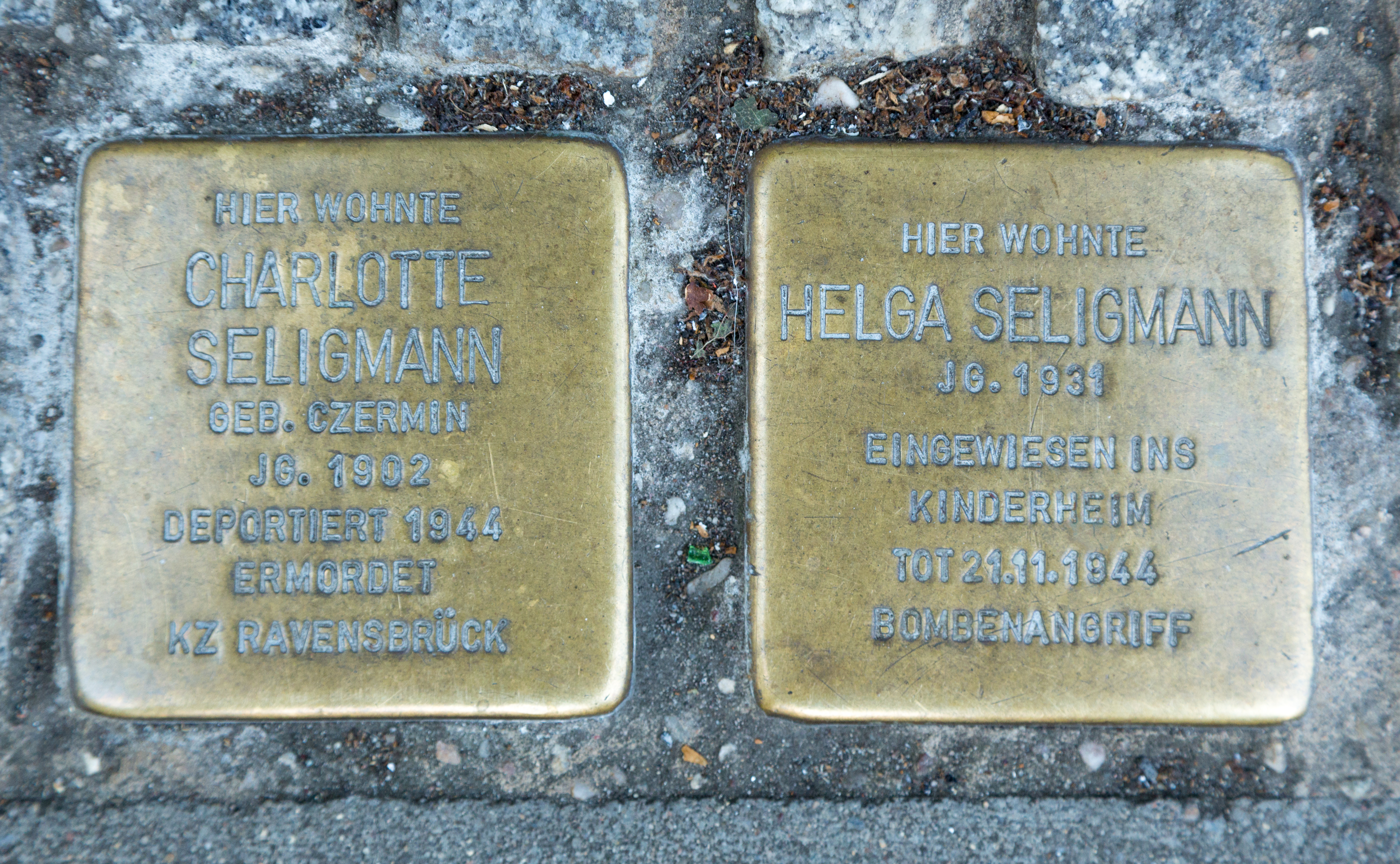

Charlotte Seligmann hat von den unsäglichen Zuständen im Zwangsarbeiterlager in Bielefeld, in dem ihr Mann Fritz interniert war, gehört und dies weitererzählt. Daraufhin wurde sie denunziert und in das KZ Ravensbrück gebracht. Die gemeinsame Tochter Helga musste in das Kinderheim am Schölerberg.
Familie Seligmann wohnte in der Johannisstraße 22.
| Charlotte Seligmann | † unbekannt / KZ Sachsenhausen                            |
| Helga Seligmann     | † 21.11.1944 / bei einem Bombenangriff auf das Kinderheim |

Verlegung der Stolpersteine: 30. März 2008 
Koord.

### Gertrud David

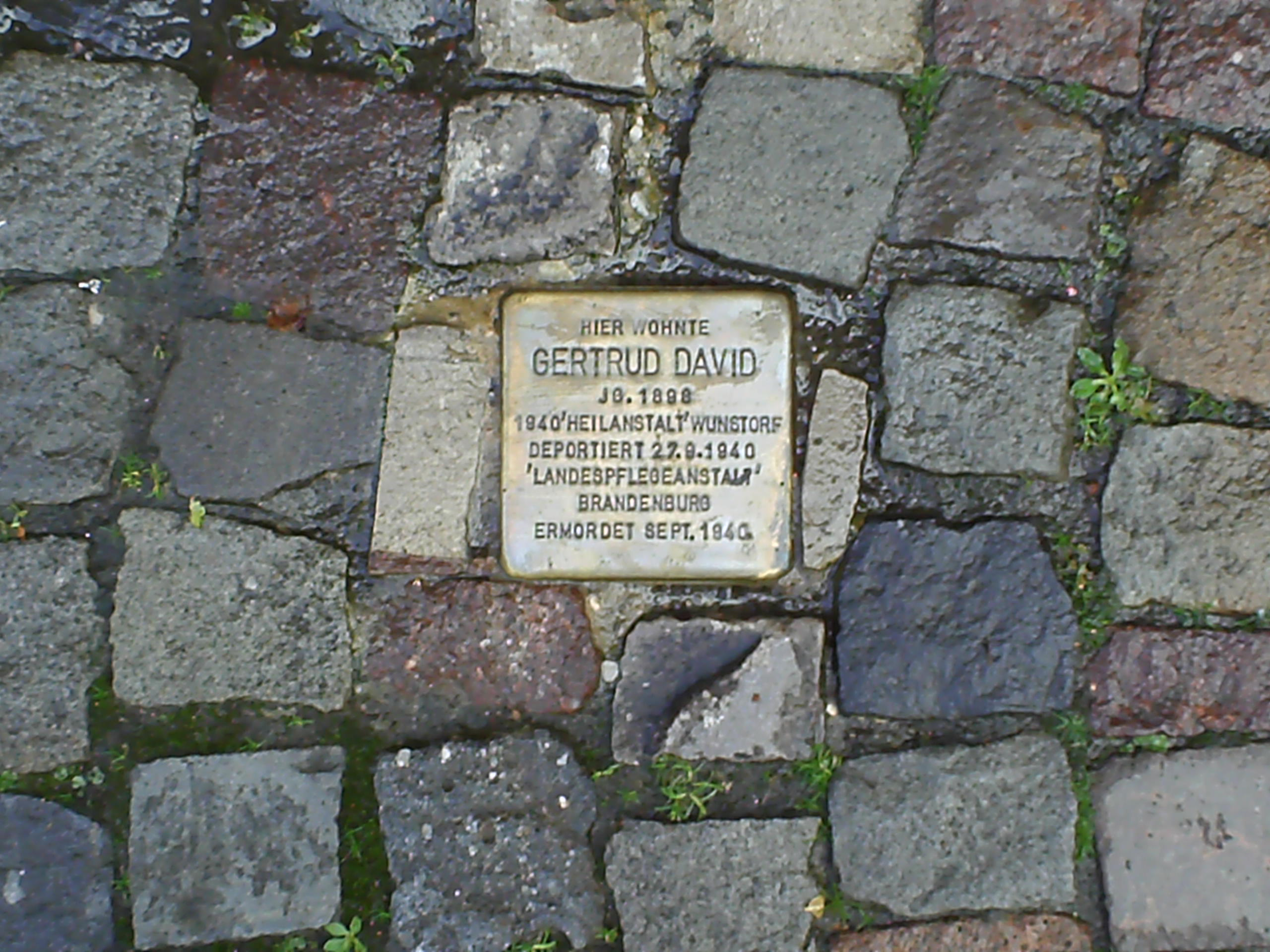

Die Jüdin Gertrud David wohnte in der Krahnstraße 1/2. Sie litt an Kinderlähmung und Epilepsie und wurde, über mehrere Stationen, in die Landesanstalt Brandenburg eingeliefert.
| Gertrud David | † 1940 / vergast in der Tötungsanstalt Brandenburg (Euthanasieopfer) |

Verlegung des Stolpersteins: 30. März 2008 
Koord.

### Familie Silbermann

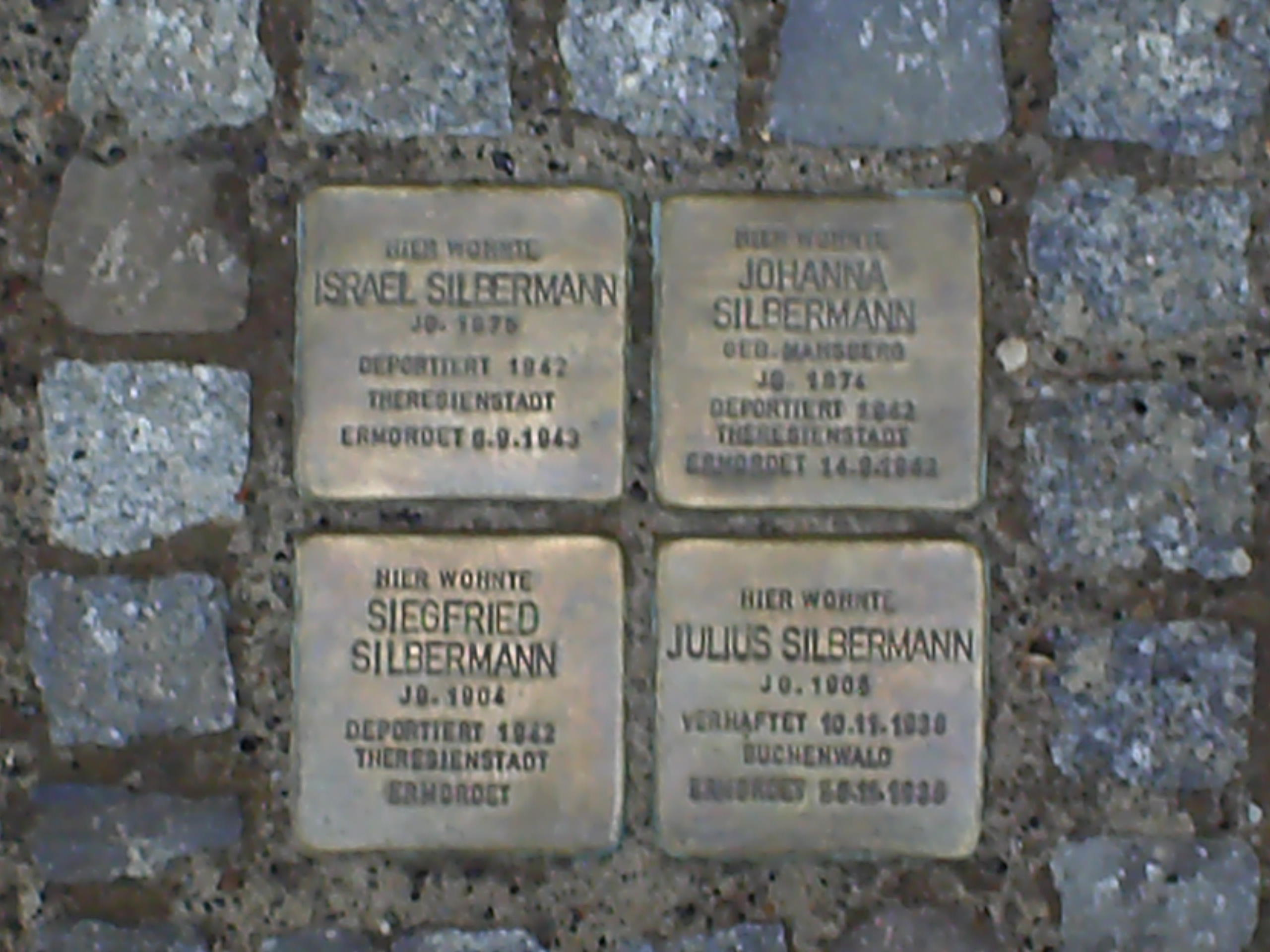

Die Stolpersteine für die jüdische Familie Silbermann wurden vor deren Wohnhaus Neue Straße 20 verlegt.
Der jüngste Sohn konnte 1939 nach Großbritannien emigrieren. Das Ehepaar Israel und Johanna Silbermann und der älteste Sohn Siegfried waren seit September 1940 im „Judenhaus“ Kommenderiestraße 11 gemeldet.
| Israel Silbermann    | † 06.09.1943 / KZ Theresienstadt |
| Johanna Silbermann   | † 14.09.1942 / KZ Theresienstadt |
| Siegfried Silbermann | † unbekannt / KZ Theresienstadt  |
| Julius Silbermann    | † 28.11.1938 / KZ Buchenwald     |

Verlegung der Stolpersteine: 26. Juni 2008 
Koord.

### Raphael und Alma Flatauer

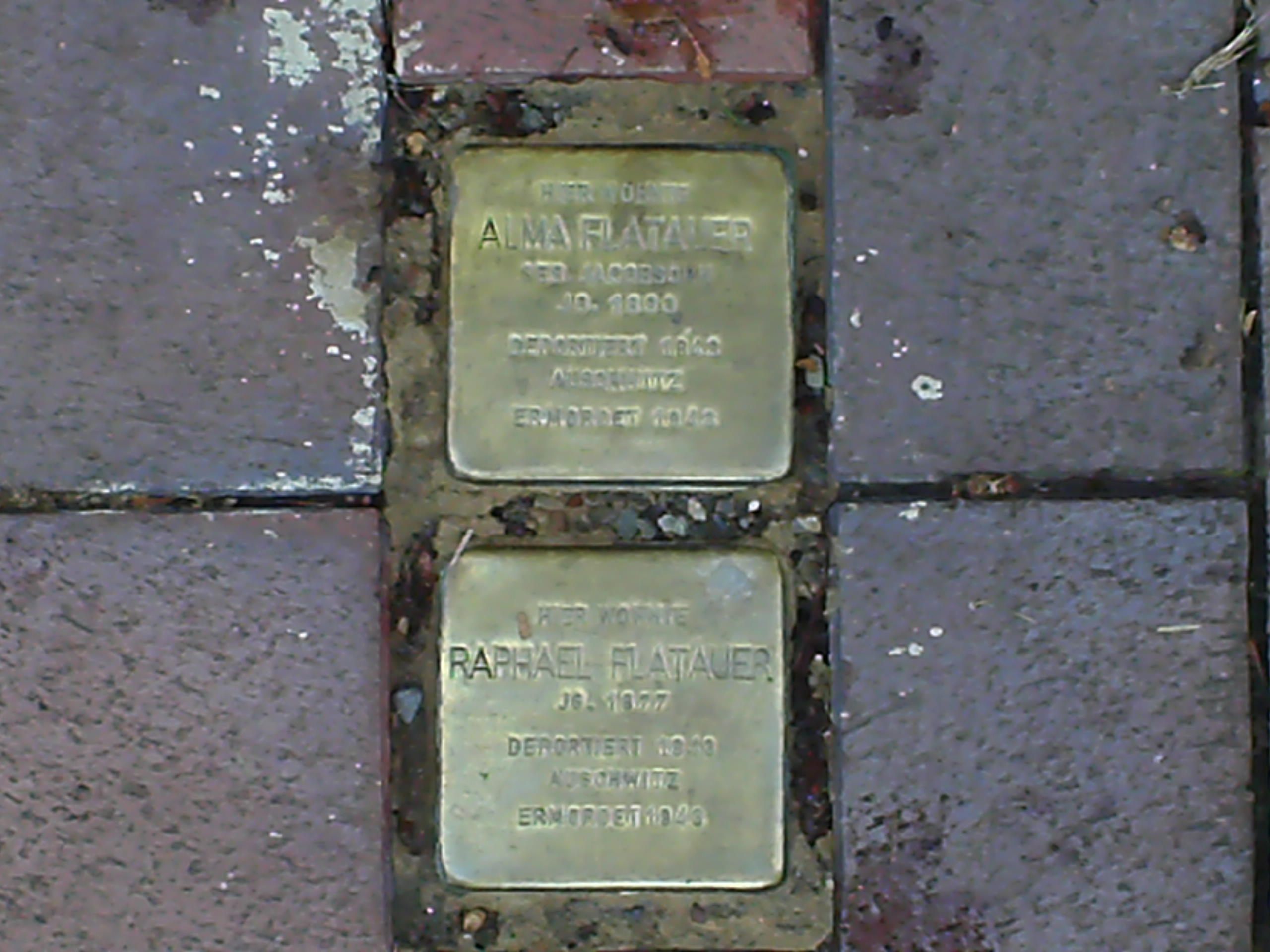

Vor dem Wohnhaus der jüdischen Familie Flatauer in der Herderstraße 22 wurden zwei Stolpersteine verlegt.
| Raphael Flatauer | † 1943 / KZ Auschwitz |
| Alma Flatauer    | † 1943 / KZ Auschwitz |

Verlegung der Stolpersteine: 30. März 2008 
Koord.

### Frieda Lieblich

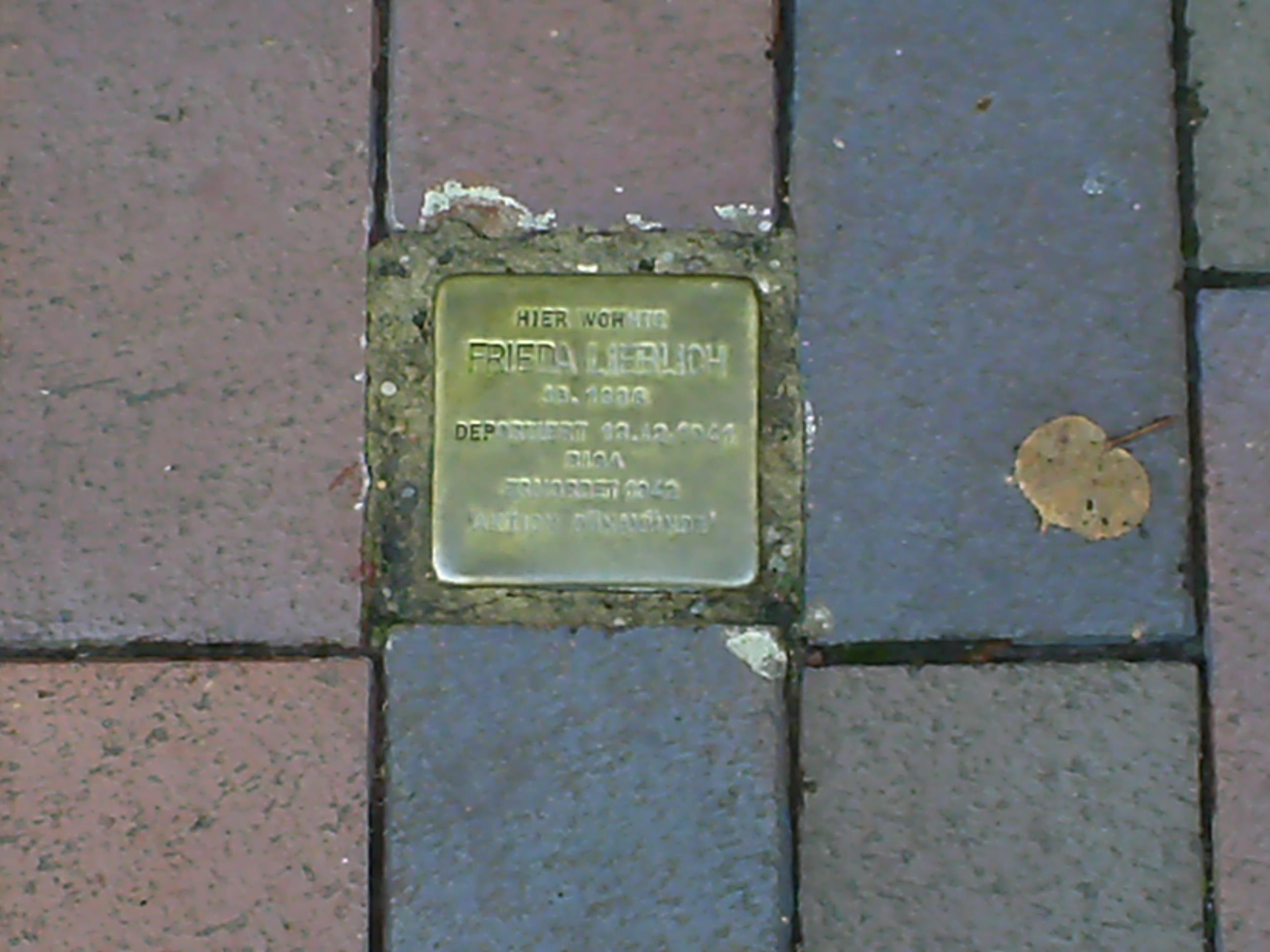

Die Jüdin Frieda Lieblich wohnte in der Uhlandstraße 2a und wurde in der Aktion Dünamünde ermordet.
| Frieda Lieblich | † 02./03. 1942 / Dünamünde |

Verlegung des Stolpersteins: 30. März 2008 
Koord.

### Familie Winter/Schmidt

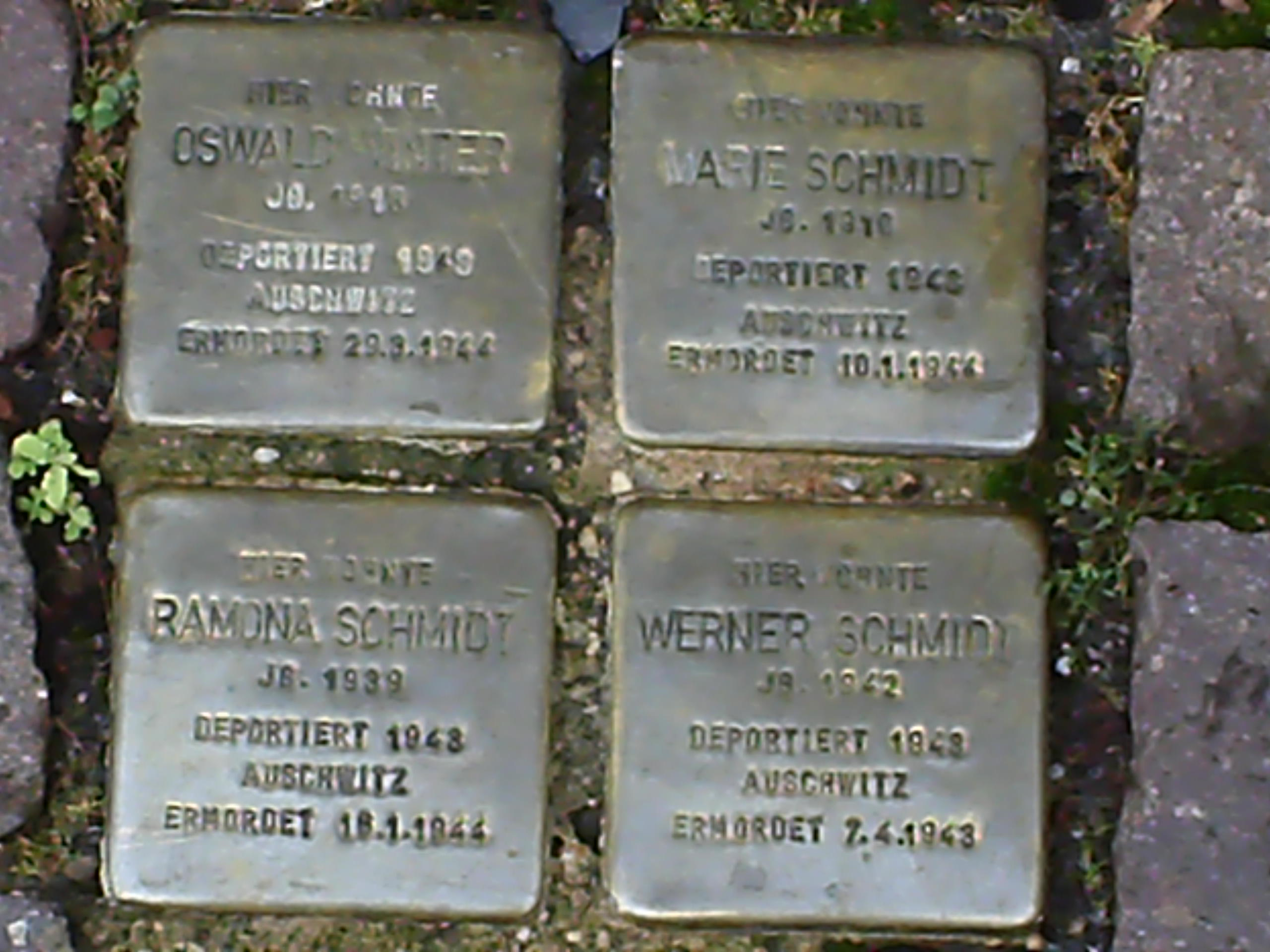

Die Sinti-Familie wohnte in der Großen Rosenstraße 1 (jetzt Große Rosenstraße 1–3), wo auch die Stolpersteine verlegt sind.
| Oswald Winter  | † 29.03.1944 / KZ Auschwitz |
| Marie Schmidt  | † 10.01.1944 / KZ Auschwitz |
| Ramona Schmidt | † 16.01.1944 / KZ Auschwitz |
| Werner Schmidt | † 07.04.1943 / KZ Auschwitz |

Verlegung der Stolpersteine: 15. November 2007 
Koord.

### Familie Strauss

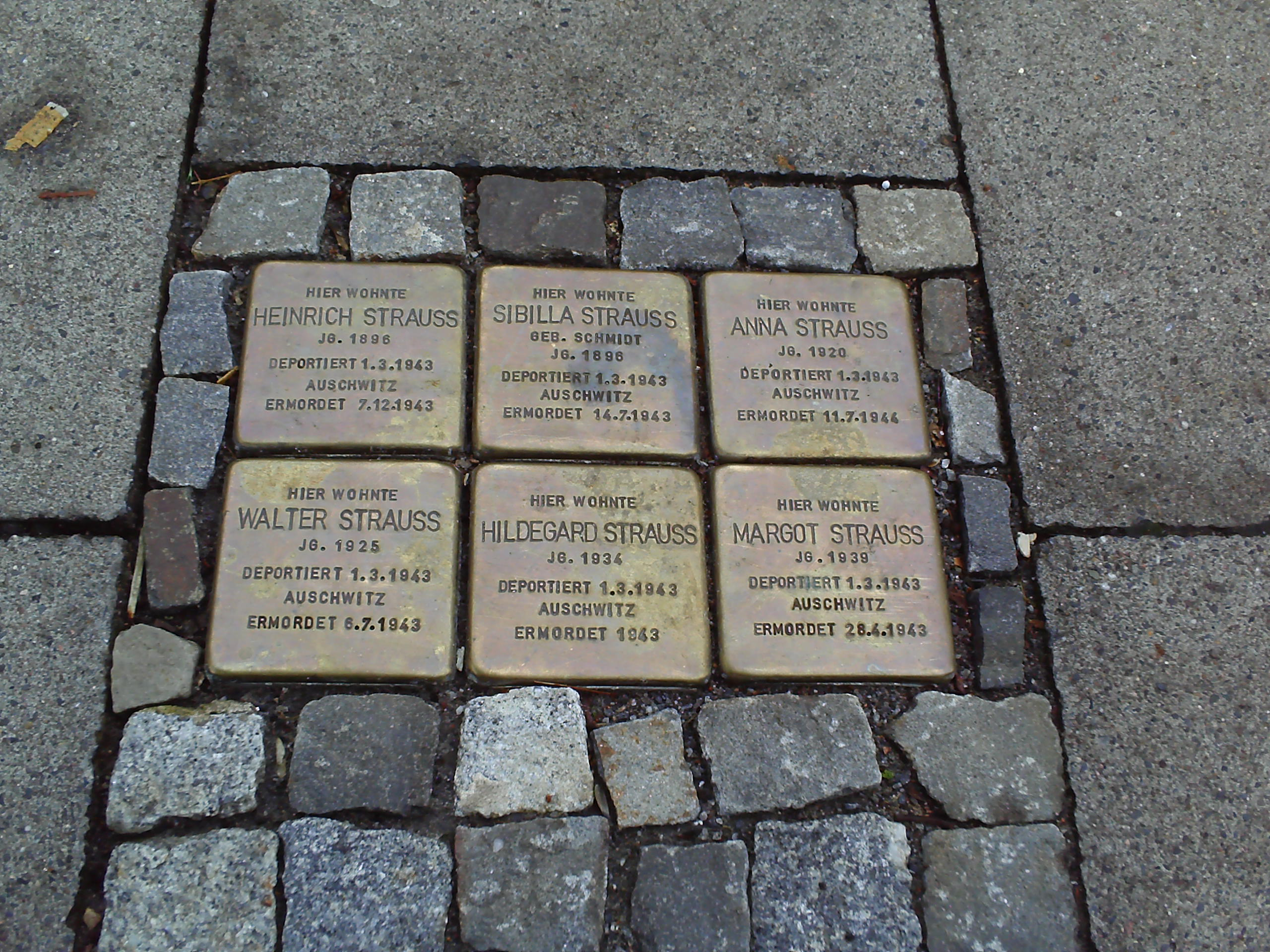

Die Stolpersteine für die Sinti-Familie Strauss wurden vor deren Wohnhaus in der Schützenstraße 24 verlegt.
| Heinrich Strauss  | † 07.12.1943 / KZ Auschwitz |
| Sibilla Strauss   | † 14.07.1943 / KZ Auschwitz |
| Anna Strauss      | † 11.07.1943 / KZ Auschwitz |
| Walter Strauss    | † 06.07.1943 / KZ Auschwitz |
| Hildegard Strauss | † unbekannt / KZ Auschwitz  |
| Margot Strauss    | † 28.04.1943 / KZ Auschwitz |

Verlegung der Stolpersteine: 26. März 2008 Koord.

### Heinrich Hackmann und Lissy Rieke

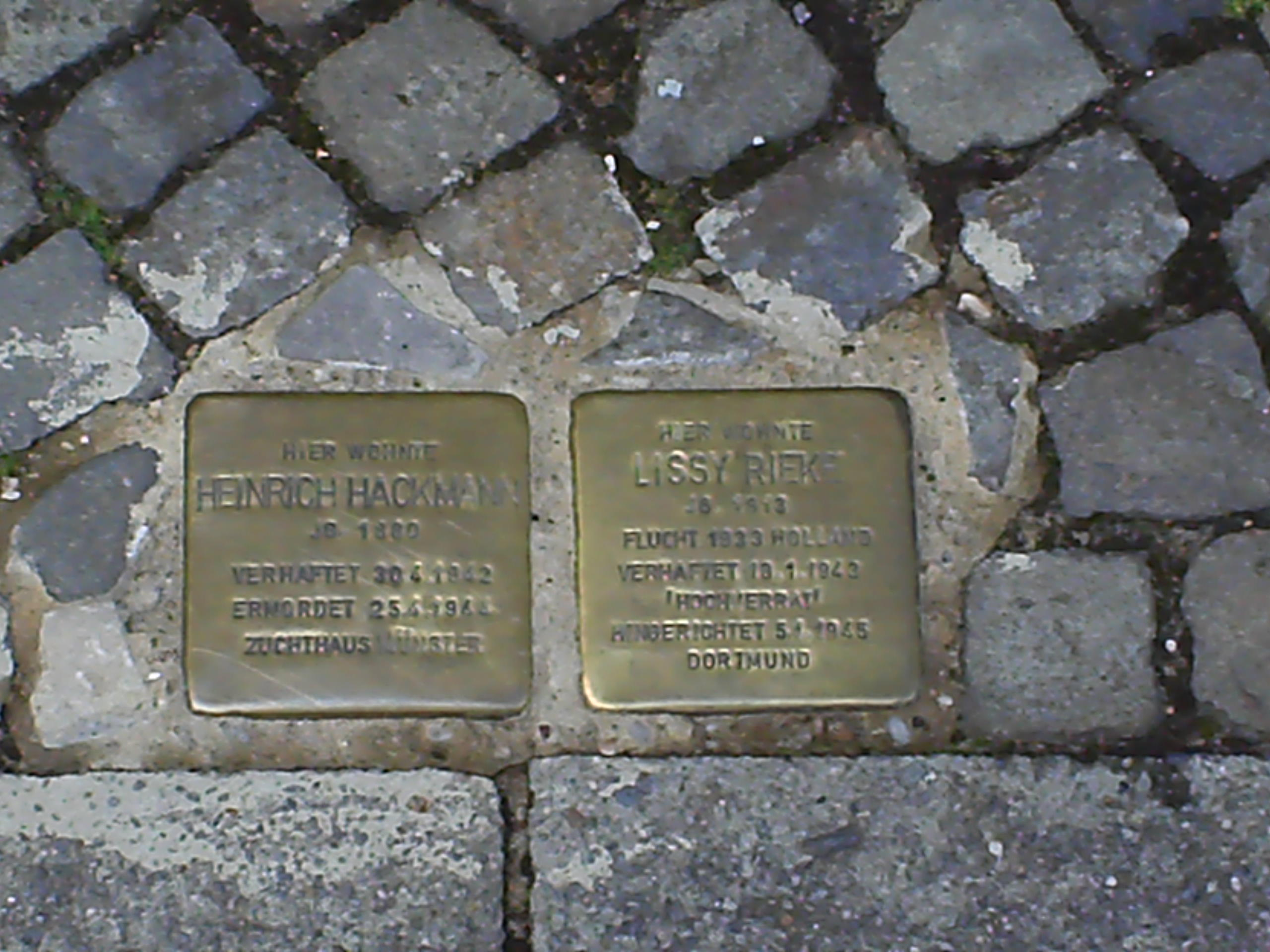

Vor dem Haus Wiesenbachstraße 24 wurden zwei Stolpersteine für Lissy Rieke und Heinrich Hackmann verlegt.
| Heinrich Hackmann | KPD-Funktionär † 25.04.1944 / Zuchthauslazarett Münster an Herzschwäche durch Hunger und Entbehrungen |
| Lissy Rieke       | KVJD-Mitglied † 05.01.1945 / wegen Hochverrats in Dortmund hingerichtet                               |

Verlegung der Stolpersteine: 30. März 2008 
Koord.

### Familie Jacobson

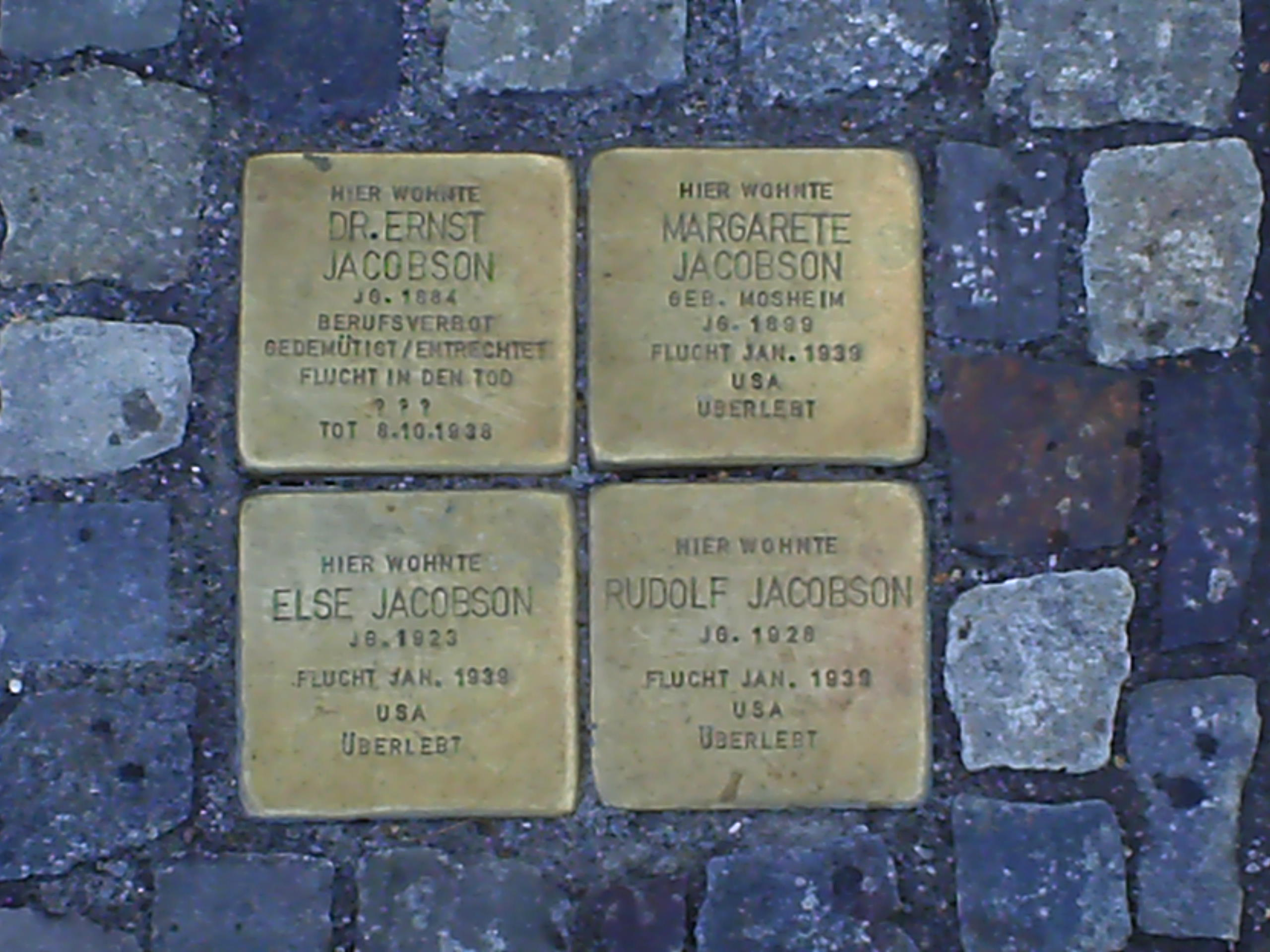

Der Stolperstein für den jüdischen Rechtsanwalt und Vorstand der Synagogengemeinde Ernst Jacobson wurde vor dessen Wohnhaus Wittekindstraße/Ecke Karlstraße verlegt.
Die Familie Jacobson hatte die Emigration in die USA vorbereitet. Ernst Jacobson wurde vor der Emigration in seinem Schrebergarten tot aufgefunden, seiner Ehefrau Margarete und den Kindern Else und Rudolf gelang die Emigration jedoch noch.
| Dr. Ernst Jacobson | † 08.10.1938 / offiziell Selbstmord, wahrscheinlich aber ermordet |

Verlegung der Stolpersteine: 18. September 2008 
Koord.

### Bernhard Schopmeyer

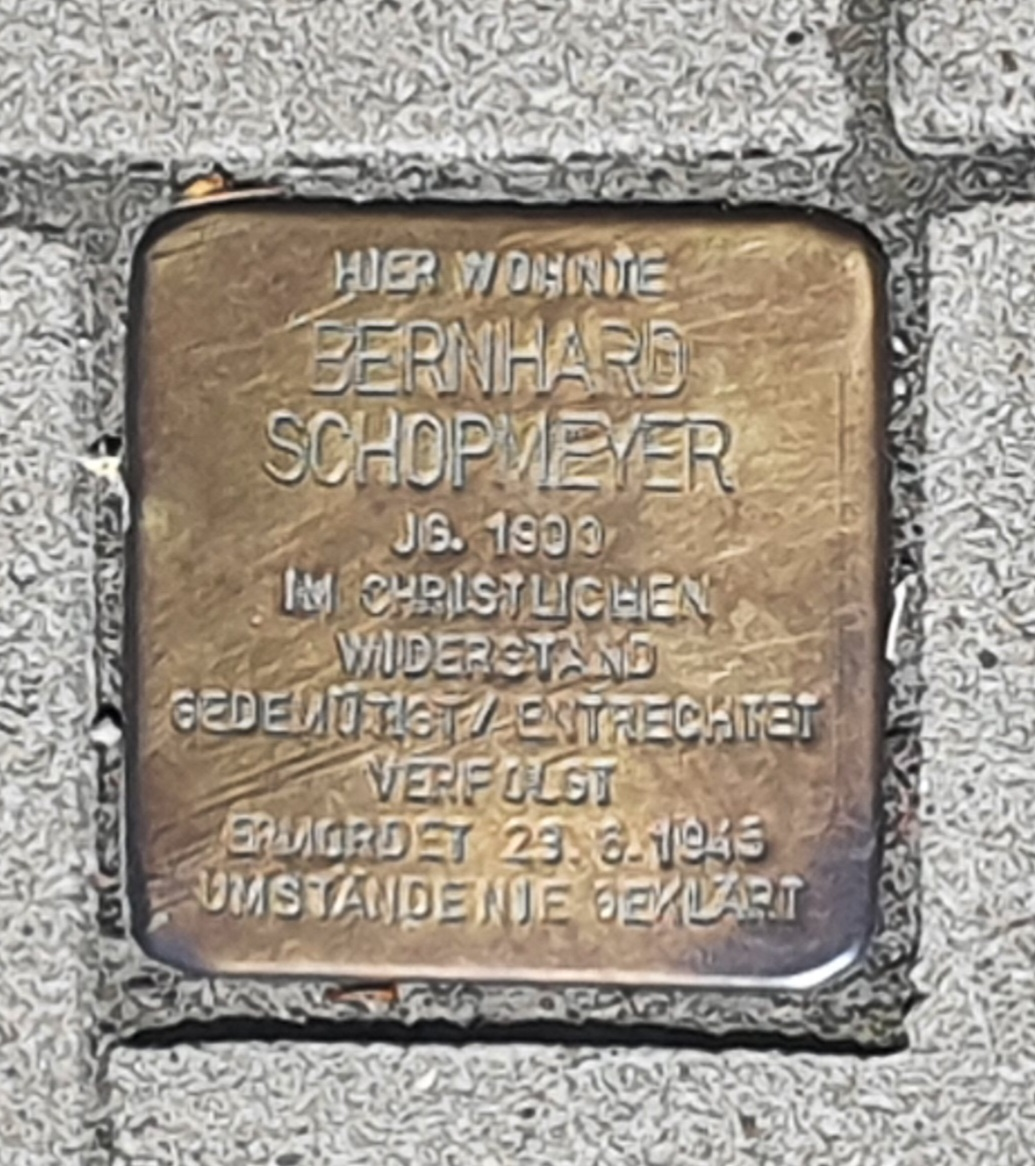

Der Stolperstein für den Regimegegner und katholischen Arbeitersekretär Bernhard Schopmeyer wurde vor dessen Wohnhaus an der Knollstraße 73 verlegt.
| Bernhard Schopmeyer | † 23.06.1945 / Hier wohnte Bernhard Schopmeyer Jg. 1900 / im christlichen Widerstand gedemütigt/entrechtet/verfolgt / erschossen 23.6.1945 / Mord nie aufgeklärt |

Verlegung des Stolpersteins: 9. Juli 2014 
Koord.

### Jenny Frankl

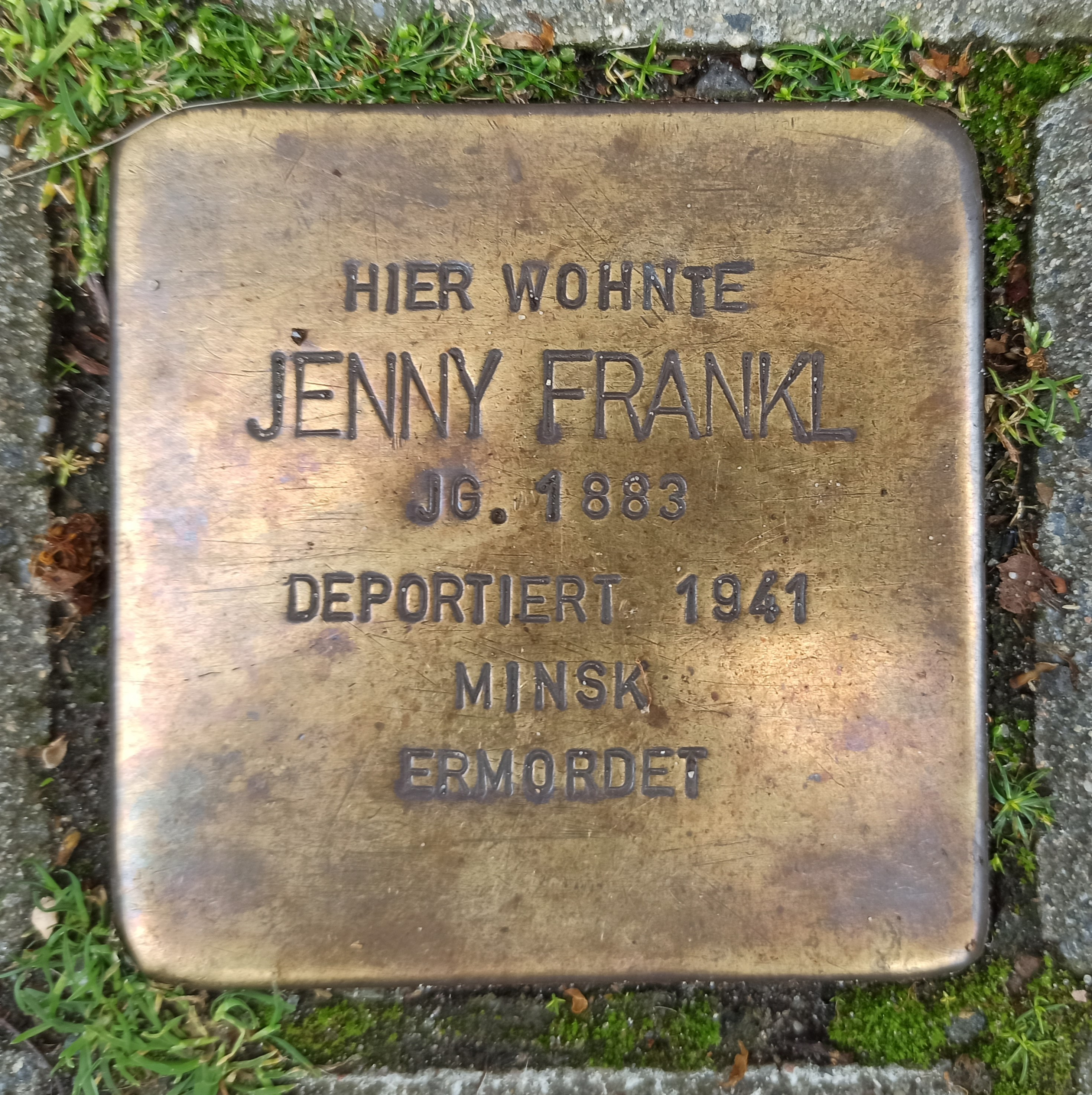

Der Stolperstein für Jenny Janny Frankl (geb. Isaacsohn) wurde vor ihrer ehemaligen Wohnung in der Katharinenstraße 53 verlegt. Jenny Frankl stammte aus Reval, dem heutigen Tallinn. Als Jüdin musste sie im August 1941 in ein von den Nationalsozialisten errichtetes Ghettohaus in der Hegerstr. 24 umziehen. Am 10. November 1941 wurde sie aus Düsseldorf ins Konzentrationslager nach Minsk deportiert.
| Jenny Janny Frankl | Hier wohnte Jenny Frankl; Jg. 1883; deportiert 1941; Minsk; ermordet |

Verlegung des Stolpersteins: 9. Oktober 2010

### Eduard Kalka

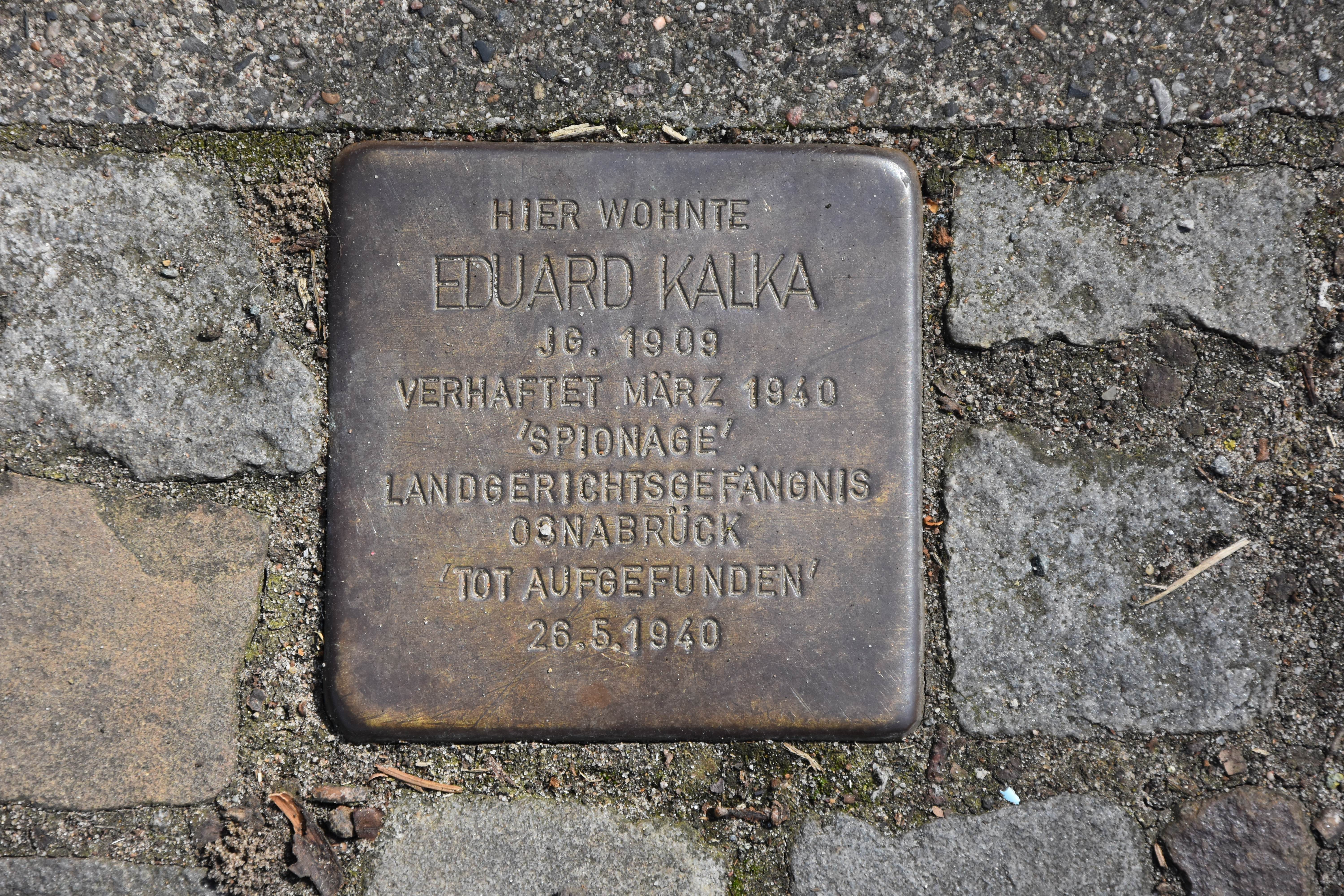

Eduard Kalkas Stolperstein wurde vor seiner Wohnung in der Osnabrücker Straße 142 verlegt. Gebürtig stammte er aus Wanne-Eickel. Zusammen mit seiner Frau Berta Hopphan hatte er drei Söhne. Bis zum April arbeitete in der Nähe seines Wohnortes bei den Osnabrücker Kupfer- und Drahtwerken (OKD). Im März 1940 wurde er dort entlassen. Kurz später wurde er von den Nationalsozialisten verhaftet und wieder freigelassen. Am 6. April 1940 wurde er wegen der Anschuldigung der „Spionage/Landesverrat“ erneut verhaftet und wurde am 26. Mai 1940 „tot aufgefunden“. Ein Eintrag, der den Vorwurf bestätigt, im Strafregister und Hinweise auf ein Urteil oder eine Verhandlung fehlt. Unter welchen Umständen er genau starb, bleibt unklar. Bekannt ist lediglich, dass in den überfüllten Zellen am Kollegienwall in Osnabrück Häftlinge häufig auf dem kalten Boden schlafen mussten und erkrankten.
| Eduard Kalka | Hier wohnte Eduard Kalka; Jg. 1909; verhaftet März 1940; „Spionage“; Landgerichtsgefängnis Osnabrück; „tot aufgefunden“ 26.5. 1940 |

Verlegung des Stolpersteins im Beisein vieler Verwandter: 24. November. 2010

### Heinrich Konrad Flottmann

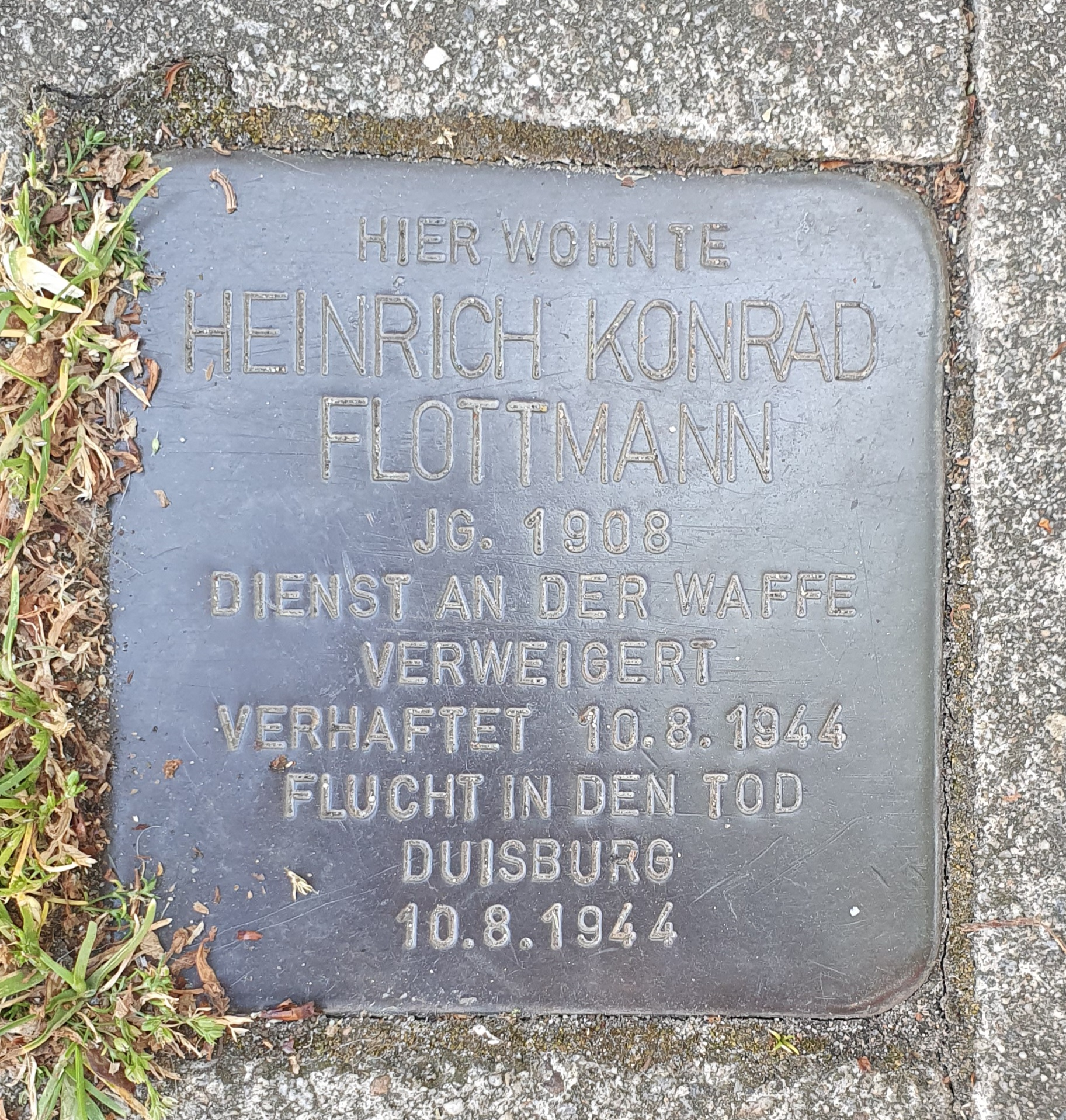

| Heinrich Konrad Flottmann | Hier wohnte Heinrich Konrad Flottmann; Jg. 1908; Dienst an der Waffe verweigert; verhaftet 10. 8. 1944; Flucht in den Tod; Duisburg; 10. 8. 1944 |

Verlegung des Stolpersteins im Beisein von Nachbarn des Drosselwegs: 21. März 2012. Bei der Verlegung des Stolpersteins wurde das Lied „Der Deserteur“ von Boris Vian und Harold Berg gesungen.

### Bernhard Christel Wiechmann

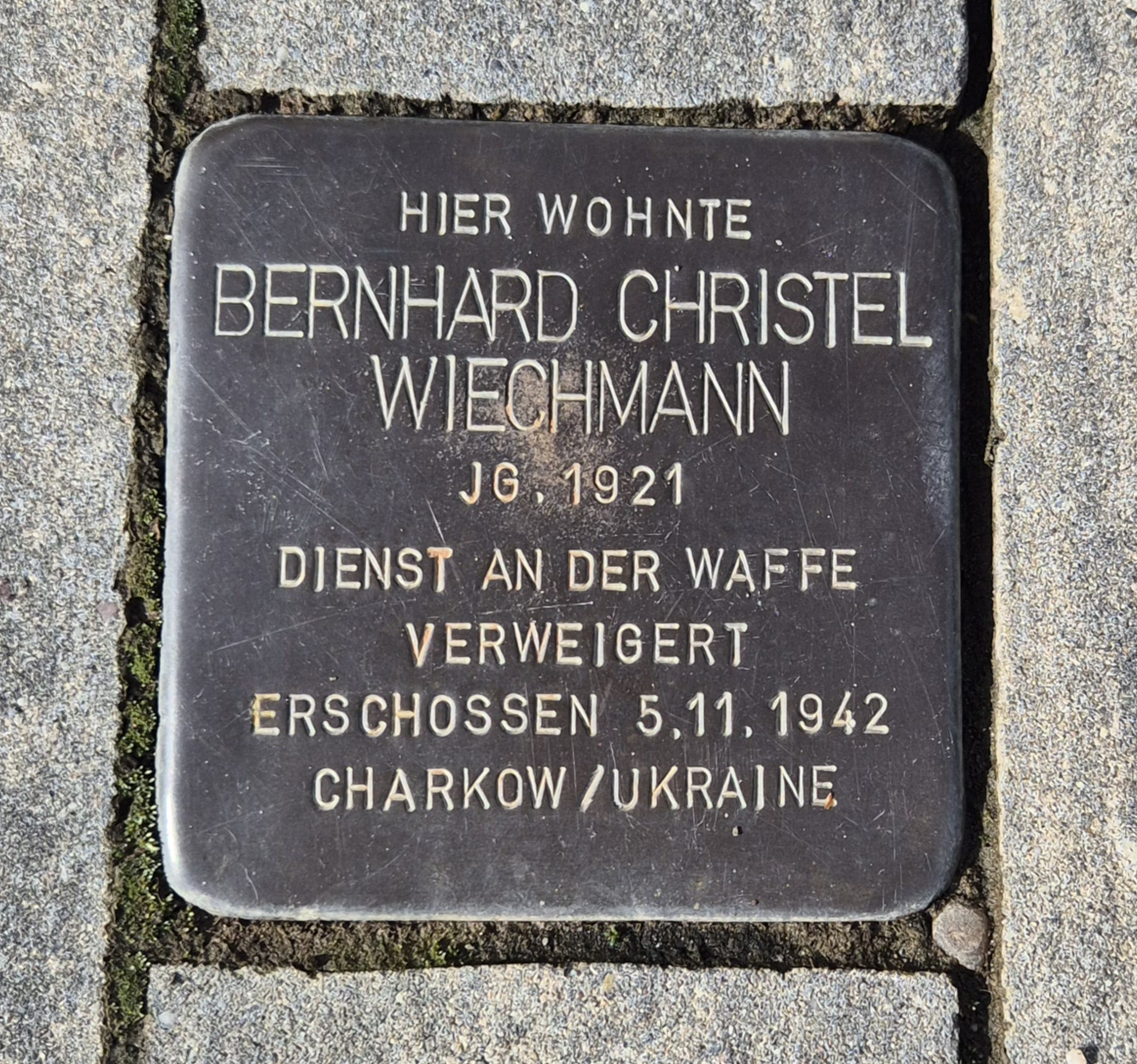

Der Stolperstein für Bernhard Christel Wiechmann wurde In den Heidekämpen 9 verlegt. Er wurde am 4. Februar 1921 in Osnabrück geboren. Er lebte unverheiratet im Stadtteil Sonnenhügel. Im Zweiten Weltkrieg diente er als Schütze im 4. Kompanie des Infanterie-Regiments 211. Im Januar 1941 wurde er im Kriegs-Lazarett 2/531 bei Amiens behandelt. Laut Mitteilung des Gerichts des Höheren Kommandeurs der Nachschubtruppen 1 am 5. November 1942 wurde er um 15 Uhr nach erfolgter Verurteilung für „Fahnenflucht“ in Charkow in der Ukraine erschossen. Laut Sterberegister der Stadt Osnabrück wurde er bei „Widerstandsleistungen nach erfolgter Festnahme“ erschossen.
| Bernhard Christel Wiechmann | Hier wohnte Bernhard Christel Wiechmann; Jg. 1921; Dienst an der Waffe verweigert; erschossen 5.11.1942 Charkow/Ukraine |

Der Stolperstein wurde am 21. März 2012 verlegt.